# Ioan Bujoiu
Ioan E. Bujoiu (ur. 16 września 1894 r. w Bukareszcie, zm. 20 maja 1956 r. w więzieniu w Aiudzie) - rumuński działacz gospodarczy i społeczny, wykładowca akademicki, minister przemysłu i handlu w II poł. 1937 r. oraz gospodarki narodowej w 1939 r., opozycjonista antykomunistyczny w latach powojennych
Ukończył liceum "Matei Basarab" w Bukareszcie, a następnie studiował nauki techniczne w "École des Mines" w Paryżu. W 1918 r. przerwał studia i powrócił do Rumunii, wstępując do armii w stopniu podporucznika.
Po zakończeniu I wojny światowej ukończył studia w kraju. Pracował jako inżynier w mieście Câmpina. Położył duże zasługi w rozwoju miejscowego górnictwa. Walczył też o poprawę warunków życia górników, podejmując różne działania społeczne. Od 1937 r. był wykładowcą jako profesor na wydziale górniczo-hutniczym politechniki w Bukareszcie. Jednocześnie objął szereg funkcji: wiceprezydenta Związków Zawodowych Inżynierów w Rumunii, prezesa Stowarzyszenia Przemysłowców Metalurgii i Górnictwa, działacza Naczelnej Rady Górniczej i członka rady przy ministerstwie pracy i zdrowia.
Od 17 listopada do 28 grudnia 1937 r. był ministrem przemysłu i handlu w rządzie Gheorghe Tătărescu. Od 8 kwietnia 1938 r. był członkiem Najwyższej Rady Ekonomicznej, od 1 lipca tego roku - Stowarzyszenia Rumuńskiego Przemysłu Lotniczego, zaś od 20 stycznia 1939 r. - Państwowej Dyrekcji Odrodzenia Narodowego. Jednocześnie na wniosek króla Karola II został powołany na przewodniczącego Chrześcijańskiego Stowarzyszenia Młodzieży Rumunii. Od 1 lutego do 23 listopada 1939 r. pełnił funkcję ministra gospodarki narodowej.
Po objęciu władzy przez Rumuńską Partię Komunistyczną w poł. 1945 r., I. Bujoiu zaangażował się w nielegalną działalność opozycyjną. Założył wraz z Alexandru Poppem organizację antykomunistyczną. W listopadzie 1947 r. utworzył w Bukareszcie tajny Rumuński Komitet Ruchu Oporu. W 1948 r. został aresztowany. Po procesie na przełomie października i listopada tego roku skazano go na dożywocie. W 1949 r. wyrok został zmniejszony do 25 lat więzienia.
Początkowo był osadzony w więzieniu Jilava w Bukareszcie, a następnie skierowano go na roboty w kopalni ołowiu w Baia Sprie. Zmarł w więzieniu w Aiudzie.